# Чистец пушистый
Чистец пушистый (лат. Stáchys pubescens) — вид полукустарников рода Чистец (Stachys) семейства Яснотковые (Lamiaceae).

## Распространение и экология
Распространён в западном Средиземноморье, в Крыму, на Кавказе и в Закавказье.
Растёт в горах, по сухим склонам, среди кустарников.

## Ботаническое описание
Стебли цветоносные стебли приподнятые, разветвлённые, высотой 20—40 см.
Нижние стеблевые листья черешковые, продолговатые, у основания округлые или косо срезанные, городчатые; верхние — продолговато-яйцевидные, сдячие.
Соцветие длинное, у основания мутовок расставленное, к верхушке сближенное, из 4—6-цветковых мутовок; прицветники почти недоразвитые, щетиновидные; чашечка трубчато-колольчатая, длиной 5—6 мм, с ланцетными зубцами; венчик светло-жёлтый.
Орешки широко-округло-треугольные, мелкоячеистые.

## Классификация

### Таксономия
Вид Чистец пушистый входит в род Чистец (Stachys) подсемейства Яснотковые (Lamioideae) семейства Яснотковые (Lamiaceae) порядка Ясноткоцветные (Lamiales).
|  |                                      |  |                                                             |                                                             |                      |  | ещё около 20 семейств (согласно Системе APG II) | ещё около 20 семейств (согласно Системе APG II) |                         |  |  |  | ещё около 35 родов  | ещё около 35 родов  |  |  |
|  |                                      |  |                                                             |                                                             |                      |  | ещё около 20 семейств (согласно Системе APG II) | ещё около 20 семейств (согласно Системе APG II) |                         |  |  |  | ещё около 35 родов  | ещё около 35 родов  |  |  |
|  |                                      |  |                                                             | порядок Ясноткоцветные                                      |                      |  |                                                 |                                                 | подсемейство Яснотковые |  |  |  |                     | вид Чистец пушистый |  |  |
|  |                                      |  |                                                             | порядок Ясноткоцветные                                      |                      |  |                                                 |                                                 | подсемейство Яснотковые |  |  |  |                     | вид Чистец пушистый |  |  |
|  | отдел Цветковые, или Покрытосеменные |  |                                                             |                                                             | семейство Яснотковые |  |                                                 |                                                 | род Чистец              |  |  |  |                     |                     |  |  |
|  | отдел Цветковые, или Покрытосеменные |  |                                                             |                                                             |                      |  |                                                 |                                                 |                         |  |  |  |                     |                     |  |  |
|  |                                      |  | ещё 44 порядка цветковых растений (согласно Системе APG II) | ещё 44 порядка цветковых растений (согласно Системе APG II) |                      |  |                                                 | ещё 7 подсемейств                               | ещё 7 подсемейств       |  |  |  | ещё более 300 видов |                     |  |  |
|  |                                      |  |                                                             | ещё 44 порядка цветковых растений (согласно Системе APG II) |                      |  |                                                 |                                                 | ещё 7 подсемейств       |  |  |  |                     |                     |  |  |